# حیدر سلیم
حیدر سلیم خواننده اهل افغانستان است که در دوبلین، کالیفرنیا زندگی می‌کند. وی در دههٔ ۱۹۷۰ به عنوان یک خواننده افغان به شهرت رسید. تک‌آهنگ او که با نام «غزل» شناخته می‌شود از معروف‌ترین آهنگ‌های او بشمار می‌رود. او از دههٔ ۱۹۷۰ میلادی فعالیت حرفه‌ای خود را آغاز کرده و تاکنون با بیش از پنج دهه حضور مستمر، به یکی از نمادهای موسیقی پاپ و غزل افغانستان تبدیل شده است.

## زندگی نامه و پیشینه
حیدر سلیم در شهر مزار شریف افغانستان متولد شد و بخش قابل توجهی از دوران زندگی‌اش را در کابل سپری کرد. او در سن ۲۰ سالگی به موسیقی روی آورد و در سال ۱۹۸۱ میلادی، به دلیل شرایط جنگی، افغانستان را ترک کرد و به ایالات متحده آمریکا مهاجرت نمود. از آن زمان تاکنون در دوبلین، کالیفرنیا اقامت دارد و به فعالیت‌های هنری خود ادامه می‌دهد. 

## سبک هنری و تاثیرات
حیدر سلیم در سبک‌های مختلفی از جمله پاپ، غزل و موسیقی سنتی افغان فعالیت دارد. او تحت تأثیر استادانی چون استاد سرآهنگ، استاد قاسم و استاد زلاند بوده و از آن‌ها الهام گرفته است. وی همچنین نوازنده سازهایی مانند هارمونیوم، کیبورد و طبله است.

## همکاری های هنری
یکی از ویژگی‌های بارز فعالیت هنری حیدر سلیم، همکاری با خواهرش، سلما سلیم، خواننده مشهور افغان است. آن‌ها در بسیاری از آثار مشترک، صدای خود را به زیبایی ترکیب کرده‌اند و قطعاتی ماندگار را به یادگار گذاشته‌اند.

## ترانه‌ها و آلبوم‌ها
حیدر سلیم تاکنون حدود ۱۵ آلبوم منتشر کرده است که از جمله آن‌ها می‌توان به موارد زیر اشاره کرد:
- «سرود کابل»
- «پای اشک»
- «تقدیر»
- «سپیده»
- «دختر افغان»
- «نوا دل»
- «مجلس اول»
- «میخانه»
- «مجلس دوم»
- «مستی»
- «کابل»
- «زیبا»

از جمله آهنگ‌های معروف او می‌توان به «اول وفا نمودی» اشاره کرد که از ساخته‌های استاد شاه‌ولی ترانه‌ساز است و نقش مهمی در شهرت اولیه‌اش داشت.

## فعالیت های کنونی
حیدر سلیم همچنان به فعالیت‌های هنری خود ادامه می‌دهد و در کنسرت‌های مختلف در آمریکا و اروپا حضور می‌یابد. او همچنین در حال تهیه آلبوم‌های جدید است و به تمرینات روزانه موسیقی می‌پردازد. در پاسخ به پرسشی درباره تمریناتش، گفته است که روزانه دو ساعت یا بیشتر به تمرین می‌پردازد.

## دیدگاه و نظرات
حیدر سلیم معتقد است که موسیقی دریایی بی‌پایان است و هنرمندان باید همواره در پی یادگیری و نوآوری باشند. او همچنین بر اهمیت صداقت هنرمند با جامعه تأکید دارد و توصیه می‌کند که خوانندگان از ذوق و سلیقه شخصی خود برای اجرای آهنگ‌های جدید استفاده کنند.

## زندگی شخصی
حیدر سلیم در سال ۱۹۸۱ میلادی افغانستان را ترک کرد و از آن زمان در ایالات متحده آمریکا زندگی می‌کند. او حدود شش سال است که ازدواج کرده اما هنوز فرزندی ندارد.